# Вини Джоунс
Винсънт Питър Джоунс (на английски: Vincent Peter Jones), по-известен като Вини Джоунс (Vinnie Jones), е бивш уелски футболист и киноартист, роден на 5 януари 1965 г. в Уотфорд, Англия. Заради твърде грубата си игра получава прякора Секирата. След като приключва футболната си кариера, Джоунс започва да се снима в киното.

## Биография

### Футболна кариера
Израсналният в имение, където баща му работи като пазач на дивеч, Джоунс започва кариерата си като футболист в полупрофесионалния Уийлдстоун през 1984 г. Година по-късно отборът става първия клуб в историята, спечелил „непрофесионален дубъл“, тоест най-високата дивизия (Националната конференция, по това време Гола лийг) и купата (ФА Трофи) за отбори, които не играят във Висшата лига и Футболната лига.
През 1986 г. Вини преминава в тима на Уимбълдън. Още във втория си мач вкарва гол на Манчестър Юнайтед. Уимбълдън по това време е известен с прякора Лудата банда заради агресивното, лудо и мачовско поведение на играчите, които непрекъснато си погаждат номера не само един на друг, но и на треньора. Освен това стилът на игра на отбора е определян като опростен, първичен и аматьорски. Това обаче ни най-малко не пречи на отбора да играе добре и през 1988 с Вини в състава печели ФА Къп срещу Ливърпул.
През 1989 г. Джоунс е закупен от Лийдс за сумата от 650 000 лири. Той помага на отбора да спечели старата втора дивизия и по този начин да се изкачи в първа (по това време Висшата лига още не е създадена). Следват по един сезон в Шефилд Юнайтед и Челси, преди Джоунс отново да акостира в Уимбълдън. През 1998 става играещ треньор на Куинс Парк Рейнджърс, но през 1999 г. зарязва футбола, за да се отдаде на киното.
Джоунс изиграва няколко мача за националния отбор на Уелс, тъй като дядо му по майчина линия е родом от там. Той дори е капитан на отбора в мача с Холандия.
Още в началото на кариерата си Вини се сдобива с имиджа на хулиган и грубиян и не прави нищо по въпроса да се раздели с него. Напротив не само че получава 12 червени картона в кариерата си, но и държи рекорда за най-бърз жълт картон само 3 секунди след началото на мача. Една интересна случка и съответната снимка обикалят целия свят през 1987-а: по време на мача между Уимбълдън и Нюкасъл Джоунс „разсейва“ съперника си Пол Гаскойн като го стиска за тестисите (снимка Архив на оригинала от 2003-12-18 в Wayback Machine.). В един мач срещу Тотнъм със зверски фаул прекратява кариерата на Гари Стивънс. Само при престоя си в Лийдс под ръковдството на треньора Хауърд Уилкинсън Вини загърбва грубата игра и за един сезон съдиите му показват само три жълти картона. Но въпреки това успява да си покаже рогата по време на предсезонната подготовка. В приятелски мач фаулира малко дете, а след срещата заявява, че се е опитал да играе за топката.
През 1992 г. на видеопазара излиза Soccer's Hard Men – своеобразен наръчник на младия грубиян, в който Джоунс презентира свои и чужди груби изпълнения и дава ценни съвети на подрастващите „секираджии“. Това обаче не се харесва на шефовете на Футболната Асоциация и Вини е глобен с 20 000 лири, защото подронва имиджа на футбола.

### Кариера в киното
Въпреки че няма актьорска школовка, имиджът на лошо момче помага на Джоунс добре да се въплъти в роли на престъпник, гангстер или побойник, а футболната му кариера – да участва във филми, свързани с този спорт.
Още в най-ранните си записки за филма Две димящи дула Гай Ричи си записва, че един от героите, Големия Крис, би трябвало да изглежда като Вини Джоунс. Така се достига до идеята да го помолят да приеме ролята, а оттам и до дебюта на Вини през 1998-а, за който той казва „Сложиха ме пред камерата и станах кинозвезда, играейки себе си.“ Този филм донася на Вини няколко британски награди за дебют и грабващо вниманието изпълнение. През 2000 г. той отново участва във филм на Ричи - Гепи, където си партнира с Джейсън Стейтъм, Брад Пит, Бенисио дел Торо, Денис Фарина и др. Там играе ролята на безскрупулния наемник Тони, по прякор „Куршумения зъб“. Същата година Джоунс е част от бандата крадци на коли, предвождани от Никълъс Кейдж и Анджелина Джоли в Да изчезнеш за 60 секунди. Година по-късно играе в Парола: Риба меч с Джон Траволта, Хали Бери и Хю Джакман.
Първата му главна роля е в Гаднярът. Там той играе бившия английски национал Дани Миън, обвинен в продажба на важен мач, който след залеза на кариерата си е вкаран в затвора заради шофиране в нетрезво състояние и последвало нападение срещу полицаи. По желание на директора на затвора Миън събира и тренира отбор от затворници, който играе срещу този на надзирателите. Във филма си партнира с три от звездите на британското кино Джейсън Стейтъм, Джейсън Флеминг и Дани Дайър.
Следват филми, където Вини играе второстепенни роли в Night at the Golden Eagle, Големият заговор, Европейско пътешествие, Взрив, японския Survive Style 5+. По-централна рола играе в Slipstream и снимания в България екшън Под водата. Следващата му главна роля е в британския гангстерски екшън Джони беше, в който участва и професионалният боксьор Ленъкс Луис. Този филм участва на международния фестивал във Карлови Вари.
Следващите филми с негово участие са Тя е пич, Played, X-Men 3: Последният сблъсък, а в продължението на Гарфилд озвучава един от героите.
Филмите с негово участие, които излизат през 2007 са The Riddle, Осъдените. Предстоят да излязат Strength and Honour, Tooth & Nail, Bog Bodies, Loaded, Midnight Meat Train, Hell Ride и The Heavy.

### Изяви в други медии
Още докато е активен на футболния терен, Вини Джоунс води телевизионни и радио предавания и е колумнист във вестник Сън.
На 6 декември 1998 участва в продуцираното от World Wrestling Federation състезание по кеч Capital Carnage като специален гост, рефер извън ринга на срещата между Стив Остин, Гробаря, Мик Фоли и Кейн. Преди срещата се сбива с другия гостуващ рефер, The Big Bossman, получава червен картон и е дисквалифициран. След състезанието се връща и пие бира със Стив Остин и рефера на срещата. На 18 февруари 2007 се появява в No Way Out, където заявява, че е „сритал задника“ на Стив Остин по време на снимките на Осъдените.
Вини се снима в реклама на известната марка ром Бакарди, в която имитира знаменитата си поза от Две димящи дула, като този път не държи пушки, а две бутилки Бакарди (видео от Youtube). Друга реклама с негово участие за напитката Red Devil - разбунва духовете. В нея Вини се грижи за цветята в градината си и чува една червеногръдка да плаче, защото хранилката ѝ е празна.
Вини я пълни с храна и я окачва от вътрешната страна на кухненския си прозорец. Птичето вижда хранилката и полита към нея, но се блъска в прозореца, на което Вини реагира със злокобно хилене (видео от Youtube). Много родители негодуват срещу рекламата, защото според тях тя разстройва децата. След това рекламата се излъчва само в късните часове. Освен това участва и в реклама на британското сдружение на автомобилистите RAC, в която внимава да не псува в присъствието на дъщеря си (видео от Youtube).
Джоунс е рекламно лице на британската букмейкърска къща Ладбрукс и рекламира надбягване с хрътки, спорт, по който той е запален, а в миналото е притежавал и състезателна хрътка.
През ноември 2002 г. Вини издава албум с блус и соул песни, озаглавен Respect. Озвучава интрото към албума на Джос Стоун Introducing... Joss Stone.
Има издадени две автобиографични книги.

### Личен живот
Вини Джоунс е женен за Таня и има две деца – Аарън и Кейли.
Вини има пет татуировки, но изненадващо за човек с неговия имидж те са сравнително малки по размер. На лявата му ръка е татуирана роза. След като печели ФА Къп с Уимбълдън той си татуира купата на десния крак, а след спечелването на шампионата на втора дивизия с Лийдс на левия крак се появява емблемата на отбора. Вини отбелязва друг важен момент в кариерата си получаването на капитанската лента на уелския национален отбор, нещо от което той е безкрайно горд с татуировка на символа на страната, дракон, върху гръдния му кош. Последната татуировка е на гърба му, на който са изписани имената на жената и децата му.
През 1998 г. Джоунс е признат за виновен по обвинение за нападение срещу съсед. Пет години по-късно той отново е осъден, този път за невъздържано поведение и нанесени удари над пътник по време на полет от Лондон до Токио. Той е осъден на 1100 лири и 80 часа общественополезен труд. Освен това получава забрана да лети със самолети на Върджин Еърлайнс, а Бакарди спира излъчването на рекламите с Вини.

## Филмография
| Година | Заглавие                                             | Роля                  | Актьорски състав                                                                                            |
| ------ | ---------------------------------------------------- | --------------------- | --- |
| 1998   | Две димящи дула Lock, Stock and Two Smoking Barrels  | Големият Крис         | Джейсън Флеминг, Декстър Флетчър, Ник Морън, Джейсън Стейтъм, Стивън Макинтош, Стинг и др.                  |
| 2000   | Гепи Snatch.                                         | Тони „Куршумения зъб“ | Джейсън Стейтъм, Стивън Греъм, Брад Пит, Бенисио дел Торо, Денис Фарина, Джейсън Флеминг и др.              |
| 2000   | Да изчезнеш за 60 секунди Gone in Sixty Seconds      | Сфинкса               | Никълъс Кейдж, Анджелина Джоли, Робърт Дювал, Джовани Рибизи, Делрой Линдо, Тимъти Олифант, Скот Каан и др. |
| 2001   | Парола: Риба меч Swordfish                           | Марко                 | Джон Траволта, Хали Бери, Хю Джакман, Дон Чийдъл и др.                                                      |
| 2001   | Гаднярът Mean Machine                                | Дани Миън             | Джейсън Стейтъм, Дани Дайър, Дейвид Кели, Вас Блекуд, Джейсън Флеминг и др.                                 |
| 2002   | Night at the Golden Eagle                            | Роудън                | Дони Монтамарано, Вини Аргиро, Ан Магнусон, Наташа Леоне, Сам Мур и др.                                     |
| 2004   | Големият заговор The Big Bounce                      | Лу Харис              | Оуен Уилсън, Марган Фриймън, Чарли Шийн, Сара Фостър, Уили Нелсън, Гари Сънийс, Франки Джи и др.            |
| 2004   | Феята на зъбчетата Tooth                             | The Extractor         | Ясмин Пейдж, Рори Копус, Мейси Престън, Дали Филипс, Тим Дютън и др.                                        |
| 2004   | Hollywood Flies                                      | Шон                   | Антонио Купо, Бианка Гачеро, Брад Ренфро, Каспер ван Дийн и др.                                             |
| 2004   | Европейско пътешествие EuroTrip                      | Лудият Мейнард        | Скот Мехлович, Джейкъб Питс, Мишел Трахтенберг, Травис Уестър и др.                                         |
| 2004   | Взрив Blast!                                         | Майкъл Китридж        | Еди Грифин, Надин Веласкес, Брекин Мейър, Вивика Фокс, Шаги и др.                                           |
| 2004   | Survive Style 5+                                     | Наемен убиец          | Таданобу Асано, Сони Чиба, Шихори Канджия, Киоку Коизуми и др.                                              |
| 2005   | The Number One Girl                                  | Драгош Молнар         | Тони Скиена, Лиза Макалистър и др.                                                                          |
| 2005   | Slipstream                                           | Уинстън Бригс         | Шон Остин, Ивана Миличевич и др.                                                                            |
| 2005   | Под водата Submerged                                 | Хенри                 | Стивън Сегал, Гари Даниълс, Кристин Адамс, Уилям Хоуп и др.                                                 |
| 2005   | Mysterious Island                                    | Боб                   | Кайл Маклоклан, Патрик Стюарт, Габриел Ануар, Даниел Калверт и др.                                          |
| 2006   | The Other Half                                       | Шефът                 | Дани Дайър, Джилиан Киърни, Марк Линч, Джонатан Броук и др.                                                 |
| 2006   | Джони беше Johnny Was                                | Джони Дойл            | Ерик Ла Сал, Патрик Бъргин, Ленъкс Люис, Саманта Мумба, Роджър Долтри и др.                                 |
| 2006   | Тя е пич She's the Man                               | Динклейдж             | Аманда Байнс, Джеймс Кърк, Джули Хагърти, Чанинг Тейтъм и др.                                               |
| 2006   | Played                                               | Детектив Брайс        | Вал Килмър, Гейбриъл Бърн, Антъни Лапалия, Бруно Кърби, Мик Роси и др.                                      |
| 2006   | Х-Мен: Последният сблъсък X-Men: The Last Stand      | Кайн Марко/Булдозера  | Хю Джакман, Хали Бери, Патрик Стюарт, Фамке Янсен, Йън Маккелън, Джеймс Марсдън и др.                       |
| 2006   | Гарфилд 2 Garfield: A Tail of Two Kitties            | Ромел (глас)          | Бил Мъри, Дженифър Лав Хюит, Брекин Майър, Били Конъли и др.                                                |
| 2007   | 7-10 Split                                           | Роди                  | Рос Патерсън, Тара Рийд, Клайн Кроуфорд, Винсент Пасторе, Робърт Карадайн и др.                             |
| 2007   | Осъдените The Condemned                              | Юън МакСтарли         | Стив Остин, Робърт Мамоун, Рик Хофман, Маса Ямагучи и др.                                                   |
| 2007   | The Riddle                                           | Майк Съливан          | Ванеса Редгрейв, Джейсън Флеминг, Дерек Джейкъби, Джули Кокс и др.                                          |
| 2007   | Strength and Honour                                  | Смашър О'Дрискол      | |
| 2007   | Tooth and Nail                                       |                       | |
| 2008   | Hell Ride                                            | Били Уингс            | |
| 2008   | Loaded                                               | мистър Блек           | |
| 2008   | The Midnight Meat Train                              | Махогани              | |
| 2009   | (Untitled)                                           | Рей Барко             | |
| 2009   | Година първа: Запознай се с предците си Year One     | Саргон                | |
| 2009   | Legend of the Bog                                    | мистър Хънтър         | |
| 2009   | The Bleeding                                         | Кейн                  | |
| 2010   | Димящи аса 2 Smokin' Aces 2: Assassins' Ball         | Финбар Мактийг        | |
| 2010   | The Heavy                                            | Дън                   | |
| 2010   | Locked Down                                          | Антон Варгас          | |
| 2011   | Not Another Not Another Movie                        | Нанси Лонгботъм       | |
| 2011   | Kill the Irishman                                    | Кийт Ритсън           | |
| 2011   | Age of the Dragons                                   | Стъб                  | |
| 2011   | You May Not Kiss the Bride                           | Брик                  | |
| 2011   | Blood Out                                            | Зед                   | |
| 2011   | Cross                                                | Гънар                 | |
| 2012   | Hijacked                                             | Джо Балард            | |
| 2012   | Мадагаскар 3 Madagascar 3: Europe's Most Wanted      | Фреди (глас)          | |
| 2012   | Freelancers                                          | Съли                  | |
| 2012   | Fire with Fire                                       | Бойд                  | |
| 2012   | Magic Boys                                           | Джак Варга            | |
| 2013   | Company of Heroes                                    | Брент                 | |
| 2013   | Fractured                                            | Куинси                | |
| 2013   | Невъзможно бягство Escape Plan                       | Дрейк                 | |
| 2013   | Extraction                                           | Иван Рудовски         | |
| 2013   | Ambushed                                             | Винсънт Камастра      | |
| 2013   | Blood of Redemption                                  | Кембъл                | |
| 2014   | Приземяване: Добре дошли в Източна Европа Redirected |                       | |
| 2014   | A Certain Justice                                    | Бенет                 | |
| 2014   | Way of the Wicked                                    | Джон Елиът            | |
| 2014   | Beyond Justice                                       | Винсънт Делакрус      | |
| 2014   | Reaper                                               | Роб                   | |
| 2014   | Gutshot Straight                                     | Карл                  | |

## Награди
- 1995 – Играч на мача Арсенал – Уимбълдън (30 декември 1995)
- 1997 – Личност на годината – списание Satellite TV Europe
- 1998 – Най-открояващ се млад талант на годината – Variety Club of Great Britain
- 1998 – Мъж на годината – списание GQ
- 1998 – Най-добър актьор (за ролята в Две димящи дула) – награда на публиката на кината Одеон
- 1999 – Най-добър дебют (за ролята в Две димящи дула) – награди Наградите 1999 на списание Емпайър
- 1999 – Male Cigar Personality of the Year – награди Millennium Cigar
- 2001 – Най-добър британски актьор – награди Наградите 2001 на списание Емпайър
- 2002 – Най-добър актьор в поддържаща роля (за ролята в Night at the Golden Eagle) – Нюйоркски филмов фестивал
- 2005 – Най-добър новак (за ролята в Slipstream) – Лондонски фестивал на научната фантастика